# 長皇子
長皇子（ながのみこ）は、天武天皇の皇子。品位は一品。長親王（ながしんのう）とも記される。

## 経歴
持統天皇7年（693年）同母弟の弓削皇子とともに浄広弐（三品に相当）に叙せられる。大宝元年（701年）の大宝令の制定に伴う位階制度への移行を通じて二品となる。
その後文武朝から元明朝にかけて、慶雲元年（704年）と和銅7年（714年）にそれぞれ封戸200戸を与えられている。天武天皇の皇子の中でも天智天皇を祖父に持つ血筋の良さもあり、穂積親王の次代の知太政官事となる可能性もあったが、穂積親王よりわずかに1か月早い和銅8年（715年）6月4日薨去。享年は不明だが、皇子である智努王（文室浄三）らの生年から、40歳代中盤から50歳代前半と推定される。
また、キトラ古墳の被葬者とする説も存在している。

## 官歴
『六国史』による。
- 持統天皇7年（693年） 正月2日：浄広弐
- 時期不詳：二品
- 大宝4年（704年） 正月11日：益封200戸
- 和銅7年（714年） 正月3日：益封200戸
- 時期不詳：一品

## 系譜
- 父：天武天皇[1]
- 母：大江皇女 - 天智天皇の娘
  - 同母弟：弓削皇子
- 生母不詳の子女
  - 男子：河内王[2]（?-728）
  - 男子：栗栖王[3]（682-753）
  - 男子：智努王[4]（693-770）
  - 男子：石川王[5]
  - 男子：長田王[5][6]
  - 七男：大市王[7]（704-780）
  - 男子：奈良王[2]
  - 男子：茅沼王[2]
  - 男子：阿刀王[5]（?-763）
  - 女子：広瀬女王（?-765）
  - 女子：智努女王　他

長皇子の子のうち智努王（文室浄三）・大市王（文室大市）は舎人親王薨去後、天平勝宝4年（752年）に文室真人姓を下賜され臣籍降下した（栗栖王の系統は曾孫の助雄がはじめて同姓の下賜を受けた）。その後、浄三・大市は他の天武系皇族が相次いで政争により粛清された中生き延び、実現はしなかったが、神護景雲4年（770年）の称徳天皇崩御時には、吉備真備によって皇嗣候補に推された。

## 和歌
『万葉集』に5首歌が残っている歌人でもある。小倉百人一首歌人の文屋康秀とその子の文屋朝康は、それぞれ長皇子からは5代・6代目の子孫にあたる。
- 宵に逢ひて朝面無み隠にか日長き妹が廬りせりけむ
- 霰うつ安良礼松原住吉の弟日娘子と見れど飽かぬかも（706年(慶雲3年)の文武天皇、難波行幸の際に歌った歌）
- 我妹子を早見浜風大和なる我まつ椿吹かざるなゆめ
- 秋さらば今も見るごと妻恋ひに鹿鳴かむ山そ高野原の上
- 丹生の川瀬は渡らずてゆくゆくと恋痛し我が弟いで通ひ来ね